# Freddy Burger

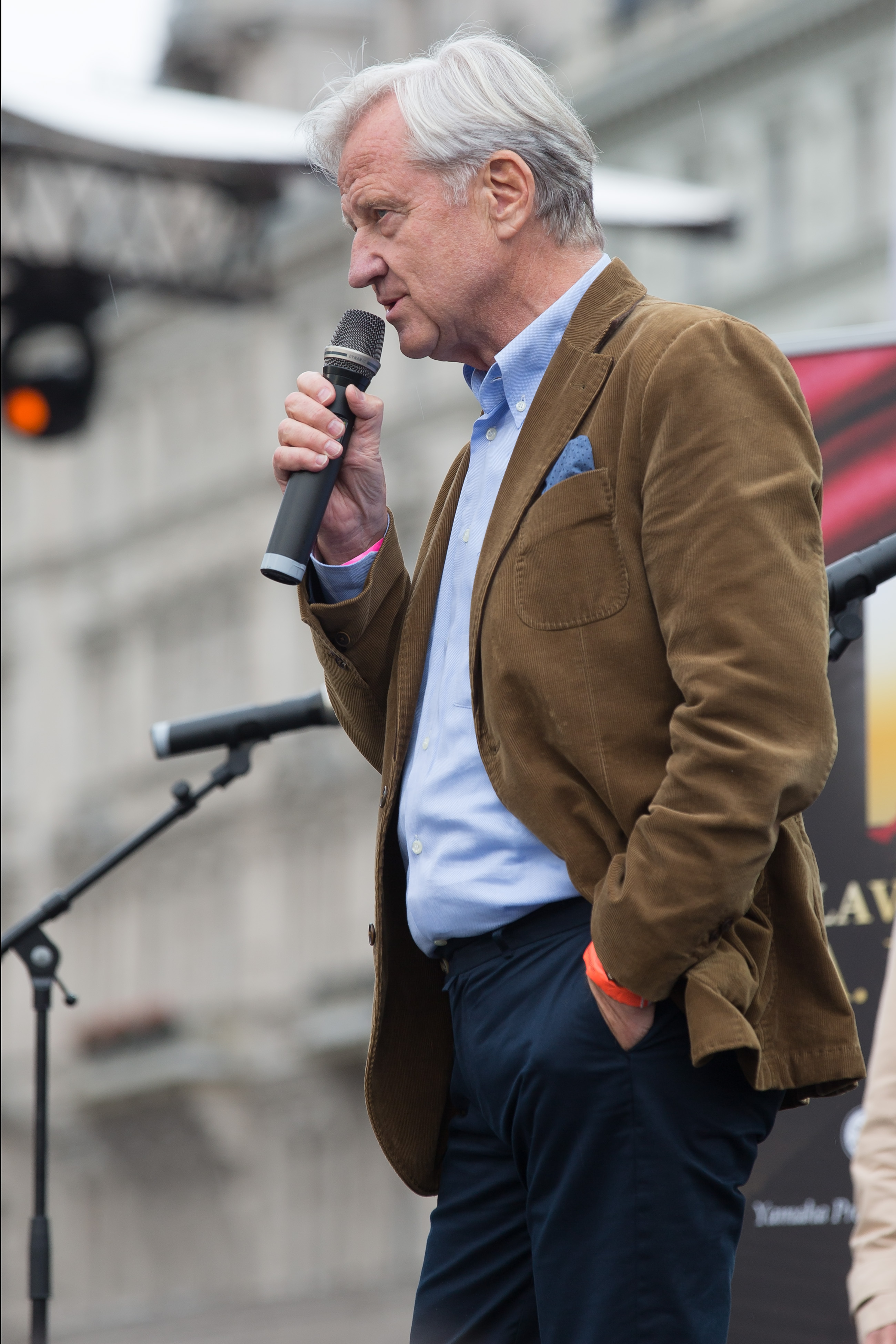
Freddy Burger (2015)

Freddy Burger (* 29. Dezember 1945) ist ein Schweizer Unternehmer und Musikmanager.

## Leben
Von 1961 bis 1964 machte er eine Lehre als Hochbauzeichner. 1965 organisierte er Konzerte mit Cliff Richard and the Shadows, The Small Faces und The Kinks. 1965 bis 1967 war Burger im Management von Les Sauterelles. Von 1967 bis 1970 hatte er eine Anstellung beim Konzert- & Theaterbüro Carl Schlaepfer. 1967 übernahm er das Management von Pepe Lienhard. 1969 gründete er die Rent-a-Show AG. 1974 war er im Management von Paola del Medico. Burger war von 1976 bis 1980 Partner von Good News Productions. 1977 wirkte er an der Produktion des Musicals Tell mit Alexis Korner mit. Von 1977 bis 2014 war er im Management von Udo Jürgens, von 1979 bis 1981 bei Katja Ebstein, von 1984 bis 1988 bei Hazy Osterwald & The Entertainers, von 1985 bis 1988 bei Rolf Knie, Gaston & Pipo (Theater) und von 1988 bis 1993 bei Walter Roderer. Burger wirkte von 1982 bis 2003 bei der Tourneeorganisation von Nana Mouskouri mit. Von 1985 bis 1992 arbeitete er für die Schweizer Generalvertretung von Puma. 1997 beteiligte er sich an der Lancierung der Recyclinguhr ReWATCH (mit Partner Dieter Meier). 1999 und 2000 war er Veranstalter der K1 Fight Nights mit Andy Hug im Hallenstadion (mit Partner Thomas Kastl). 2000 beteiligte er sich an der Gründung der B&B Endemol AG und 2001 an der Eröffnung des Clubs „Adagio“ in Berlin. 2005 bekam er eine Goldauszeichnung Xaver Awards Kategorie Event Business als Generalunternehmerin der FIFA Centennial World Player Gala. Von 2006 bis 2009 war er Veranstalter des TV-Festivals Rose d’Or in Luzern. 2007 bekam er einen Live-Entertainment-Award Best Management, 2009 einen Zürcher Hotelier-Preis für Engagement zugunsten des Theater 11, 2010 eine Ehrenrose der Rose d’Or Luzern, 2011 eine Ehrenmedaille der Stadt Zürich und 2013 einen Swiss Nightlife Award. 2015 wirkte er bei Disneys The Lion King als Schweizer Uraufführung im Musical Theater Basel, ebenso 2017 bei Disneys Mary Poppins als Schweizer Uraufführung im Theater 11 Zürich.
Er ist Vater dreier Söhne. Seit dem 9. September 2019 ist er in dritter Ehe mit der psychosozialen Beraterin Isabella Recker verheiratet.

## Musikalischer Nachlass Udo Jürgens
Nach langjährigen gerichtlichen Auseinandersetzungen über die zukünftige Verwertung des musikalischen Erbes von Udo Jürgens haben sich dessen eheliche Kinder John und Jenny Jürgens mit Freddy Burger im Oktober 2021 gütlich geeinigt. Die beiden Kinder werden sich zukünftig als alleinige Gesellschafter um die Geschicke der Tonträgerunternehmung Udo Jürgens Master AG kümmern. Damit liegt die Veröffentlichung des gesamten Udo-Jürgens-Musikproduktions-Katalogs in deren Händen. Freddy Burger konzentriert sich auf die Pflege des ihm gehörenden Musikverlags für die Werke von Udo Jürgens.

## Veranstaltungen (Auswahl)
- 25 Konzerttourneen mit Udo Jürgens
- 1992–2007 jährliches Sommer Festival in Zürich
- 1993–1999 Opernspektakel im Hallenstadion Zürich (Carmen, Nabucco, Aida, Zauberflöte)
- 1998–2018 Cirque du Soleil (Saltimbanco, Alegria, Quidam, Dralion, Totem), Musicals (We Will Rock You, Grease, Saturday Night Fever, Miami Nights, Chicago, Cabaret, Cats, Ich war noch niemals in New York, Die Schöne und das Biest, The Lion King, Mary Poppins, Wicked) und Produktionen wie Massimo Rocchi, Acapickels, Mummenschanz, Stomp, Blue Man Group, Alvin Ailey American Dance Theater, Bharati, Yamato, Titanic Exhibition.

## Auszeichnungen
- Ehrenmedaille der Stadt Zürich[13]
- Ehren-Rose des TV-Festivals Rose d’Or Luzern
- Zürcher Hotelier-Preis[14] und Swiss Nightlife Award für das Lebenswerk[15]
- Für seine Zusammenarbeit mit Udo Jürgens bekam Freddy Burger einen Live-Entertainment-Award für bestes Künstlermanagement[16]